# Der Knabe in Blau
Pour plus de détails, voir Fiche technique et Distribution.
Der Knabe in Blau (litt. « le cavalier bleu ») ou Der Todessmaragd est le premier film réalisé par Friedrich Wilhelm Murnau, en 1919.

## Synopsis

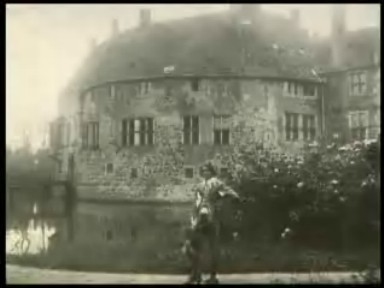
Plan du film Der Knabe in Blau.

Un jeune noble vit dans un château, l'unique bien qui lui reste. Il existerait cependant une émeraude cachée quelque part. Une nuit, il rêve que son ancêtre sort du tableau et lui révèle où est cachée l'émeraude. Il trouve la pierre précieuse le lendemain.
Des tziganes arrivent au château et il tombe amoureux de l'une d'elles. Elle le séduit pour s'enfuir avec tous les objets de valeur.
Après le vol de la pierre et la fuite de la tzigane, arrive une actrice au château et l'espoir d'un avenir prometteur.

## Fiche technique
- Titre : Der Knabe in Blau (Le cavalier bleu)
- Titre alternatif : Der Todessmaragd
- Titre anglais : The Blue Boy
- Réalisation : Friedrich Wilhelm Murnau
- Images : Carl Hoffmann
- Décors : Willi Herrmann
- Production : Ernst Hoffman Film Gesellschaft
- Découpage : Hedda Ottershausseun (sous le pseudonyme d'Hedda Hoffmann)
- Film finalisé en juin 1919
- Cinq actes
- Muet
- Noir et blanc

## Distribution
- Ernst Hofmann : Thomas von Weerth
- Blandine Ebinger : la belle gitane
- Margit Barnay : la jeune actrice
- Karl Platen : le serviteur âgé
- Georg John : le chef des tziganes
- Leonhart Haskel : le directeur du théâtre
- Marie von Buelow : la mendiante
- Rudolf Klix : le policier
- Schmidt-Verden